# Тюхай (алкоголь)
Тюхай (яп. チューハイ или 酎ハイ) — слабоалкогольный напиток из Японии, получаемый путём добавления дистиллированного спирта в безалкогольные напитки. Первоначально это была аббревиатура от коктейля Сётю хайбору (яп. 焼酎ハイボール сё:тю хайбору, хайбол с сётю), которая обозначала напиток, приготовленный путём смешивания сётю с обычной газированной водой.
Традиционный тюхай готовится из ячменного сётю и газированной воды, приправленной лимоном. Иногда в современных вариантах вместо сётю используется водка. Есть тюхай со вкусом лайма, лимона, мандарина, грейпфрута, яблока, апельсина, ананаса, винограда (в частности Кёхо), киви, уме, юзу, личи, персика, курицы карааге, клубничного крема и крема-соды. Есть версия без вкуса для добавления в коктейли.
Злоупотребление тюхаем представляет риск для здоровья ввиду его «обманчивой лёгкости».

## История
Добавление умэсю и сиропов со вкусом винограда в сётю практиковалось ещё до Второй мировой войны. Добавление к сётю газированной воды распространилось в основном в центральных районах Токио, например, в районе Санъя в 1955 году. В 1952 году, когда компания Tenba Beverage начала продавать «Хайболл А», напиток, приготовленный путем смешивания шочу с газированной водой, он стал называться в заведениях «сётю хайбол». Однако Tenba Beverage не расширила свои каналы сбыта на западный берег реки Сумида, так как из-за секретной политики управления регистрация торговая марка не была зарегистрирована, а названия «сётю хайбол» и «сётю хай» использовались только в небольшом районе в центре Токио. Его также называют «ситамати хайбол», чтобы подчеркнуть его уникальность. Кроме того, «Хоис» от Готосётен, который продаётся с 1950 года, также считается «прародителем» тюхая.
Тюхай популяризировала сеть баров «Изакая» в Сэтагае в 1973 году. В 1980 году пользовался популярностью ароматизированный газированный напиток со вкусом лимона от компании Хакусуи, который стал основой для коктейля сауэр, популярного из-за своей «лёгкости». В 1983 году тюхай в бутылках «Хайрикки» от компании Тоёдзё (позже название было изменено на «Хайрики»). С 2000-х годов продажи тюхая в банках выросли. В частности, с конца 2000-х годов появился и приобрёл популярность крепкий тюхай с содержанием алкоголя около 9 %.
В марте 2018 года компания Coca-Cola объявила о начале продаж в Японии напитка тюхай под названием «Lemon-dou». Начиная с 2020 года, для привлечения зарубежного рынка производятся и выпускаются тюхаи, адаптированные к местным вкусам.
С начала 2024 года наметилась тенденция к сокращению объёма продаж.

## Различии в зависимости от региона
Существует небольшая разница в формах тюхая в зависимости от региона. В столичном районе Токио напиток из коруй сётю с температурой от 20 до 25 градусов и газированной водой называется тюхай. В некоторых частях префектуры Эхимэ коруй сётю смешивают с сиропом и называют тюхай.

## Выявленные проблемы

### Отождествление с безалкогольными напитками
Из-за высокой конкуренции на рынке, производители тюхая сосредотачиваются на названии товара, дизайне банок и рекламе, где зачастую на них изображают фрукты. Из-за этого потребители и Национальный центр по защите прав потребителей неоднократно указывали на то, что потребители могут ошибочно принять тюхай без сока за сокосодержащий или что несовершеннолетние могут принять его за безалкогольный напиток и выпить. В некоторых случаях эти претензии вынуждали компанию прекращать выпуск товаров или переименовывать их.
Частная организация выразила протест против рекламного ролика от компании Kirin Holdings, который нарушал «Требования к рекламе и промоушену, то есть не использовать выражения, поощряющие к употреблению алкоголя несовершеннолетними», из-за чего трансляцию рекламу вынужденно прекратили.

### Тюхай с высоким содержанием алкоголя
Из-за низкого налога на спиртные напитки, в которых содержание алкоголя составляет менее 10 градусов, рынок тюхая расширялся. В 2008 году Kirin Holdings выпустила «Iced Strong» с содержанием алкоголя 8 % в качестве одного коктейля из линейки пива со льдом, а Suntory в 2009 году последовала их примеру, выпустив «Strong Zero». В связи с кризисом 2008 года и дефляцией, они приобрели популярность как «дешёвые, быстро пьянящие напитки, которые легко пить». По оценкам Suntory, продажи «крепких» напитков с содержанием алкоголя 7 % и более в 2010 году составили 2,5 млн единиц, но за 19 лет этот показатель вырос до 11 млн.
В дополнение к критике за нахождение дыры в налогообложении указывают, что на сегодняшний день, после вступления в силу Основного закона о мерах по борьбе болезнями от употребления алкоголя, отмечается риск чрезмерного потребления «лёгких» алкогольных напитков. Тосихико Мацумото, врач и директор отдела исследований наркозависимости Национального центра психической и неврологической медицины, написал на своей странице в Facebook, что «лучше запретить употребление крепкого тюхая как „опасного наркотика“. […] В конце концов, это больше, чем просто этиловый спирт, это наркотик с искусственными подсластителями. […] Алкоголь должен быть на вкус как алкоголь, и, учитывая подход общественного здравоохранения, налог на него должен быть повышен в зависимости от увеличения содержания спирта, но производители загнаны в угол политикой страны с „налоговыми доходами“, и это, безусловно, вызывает странную прецедент». Этот пост вызвал бурное обсуждение данной темы.
На этом фоне к концу 2022 года компания Orion Breweries приняла решение прекратить производство и поставку Watta Strong, напитка крепостью 9 %, сославшись на опасения по поводу здоровья потребителей. Кроме того, на рынке в 2020 году процент крепкого тюхая составлял 34,4 %, а в 2021 году он снизился до 28,7 %. Аналитик рынка Тосимицу Кидзи считает, что это может это может быть результатом увеличения числа людей, заботящихся о своём здоровье, в связи с пандемией коронавируса. В ответ на эту тенденцию с начала 2024 года крупные производители алкогольных напитков, такие как Sapporo Breweries и Asahi, не будут продавать существующую продукцию или выпускать новые продукты, и предпримут шаги по сокращению масштабов производства.